# Apistogramma
Apistogramma – rodzaj słodkowodnych ryb okoniokształtnych z rodziny pielęgnicowatych (Cichlidae). Występują w Ameryce Południowej. Często hodowane w akwariach. W literaturze określane są nazwą pielęgniczki.

## Klasyfikacja
Gatunki zaliczane do tego rodzaju:
| - Apistogramma acrensis Staeck, 2003 - Apistogramma agassizii (Steindachner, 1875) – pielęgniczka Agassiza - Apistogramma aguarico Römer & Hahn, 2013 - Apistogramma alacrina Kullander 2004 - Apistogramma allpahuayo Römer, Beninde, Duponchelle, Díaz, Ortega, Hahn et al., 2012 - Apistogramma amoena (Cope, 1872) - Apistogramma angayuara Kullander & Ferreira, 2005 - Apistogramma arua Römer & Warzel, 1998 - Apistogramma atahualpa Römer, 1997 - Apistogramma baenschi Römer, Hahn, Römer, Soares & Wöhler, 2004 - Apistogramma barlowi Römer & Hahn, 2008 - Apistogramma bitaeniata Pellegrin, 1936 – pielęgniczka dwupasa, pielęgniczka dwupręga - Apistogramma borellii (Regan, 1906) – pielęgniczka Reitziga, pielęgniczka Borella, pielęgniczka żółta - Apistogramma brevis Kullander, 1980 - Apistogramma cacatuoides Hoedeman, 1951 – pielęgniczka kakadu - Apistogramma caetei Kullander, 1980 - Apistogramma caudomaculata Mesa S. & Lasso, 2011 - Apistogramma cinilabra Römer, Duponchelle, Díaz, Dávila, Sirvas, Catchay & Renno, 2011 - Apistogramma commbrae (Regan, 1906) - Apistogramma cruzi Kullander, 1986 - Apistogramma diplotaenia Kullander, 1987 - Apistogramma eleutheria Varella & Britzke, 2016 - Apistogramma elizabethae Kullander, 1980 - Apistogramma eremnopyge Ready & Kullander, 2004 - Apistogramma erythrura Staeck & Schindler, 2008 - Apistogramma eunotus Kullander, 1981 – pielęgniczka peruwiańska - Apistogramma feconat Römer, Soares, Dávila, Duponchelle, Renno & Hahn, 2015 - Apistogramma flabellicauda Mesa S. & Lasso, 2011 - Apistogramma flavipedunculata Varella & Britzke, 2016 - Apistogramma geisleri Meinken, 1971 - Apistogramma gephyra Kullander, 1980 - Apistogramma gibbiceps Meinken, 1969 - Apistogramma gossei Kullander, 1982 - Apistogramma guttata Antonio C., Kullander & Lasso, 1989 - Apistogramma helkeri Schindler & Staeck, 2013 - Apistogramma hippolytae Kullander, 1982 - Apistogramma hoignei Meinken, 1965 - Apistogramma hongsloi Kullander, 1979 – pielęgniczka krasnopręga - Apistogramma huascar Römer, Pretor & Hahn, 2006 - Apistogramma inconspicua Kullander, 1983 - Apistogramma iniridae Kullander, 1979 - Apistogramma inornata Staeck, 2003 - Apistogramma intermedia Mesa S. & Lasso, 2011 - Apistogramma juruensis Kullander, 1986 - Apistogramma kullanderi Varella & Sabaj Pérez, 2014 - Apistogramma lineata Mesa S. & Lasso, 2011 - Apistogramma linkei Koslowski, 1985 | - Apistogramma luelingi Kullander, 1976 - Apistogramma macmasteri Kullander, 1979 – pielęgniczka czerwonogrzbieta - Apistogramma martini Römer, Hahn, Römer, Soares & Wöhler, 2003 - Apistogramma megaptera Mesa S. & Lasso 2011 - Apistogramma megastoma Römer, Römer, Estivals, Díaz, Duponchelle, Dávila, Hahn & Renno, 2017 - Apistogramma meinkeni Kullander, 1980 - Apistogramma mendezi Römer, 1994 - Apistogramma minima Mesa S. & Lasso, 2011 - Apistogramma moae Kullander, 1980 - Apistogramma nijsseni Kullander, 1979 – pielęgniczka Nijssena - Apistogramma norberti Staeck, 1991 - Apistogramma nororientalis Mesa S. & Lasso, 2011 - Apistogramma ortegai Britzke, Oliveira & Kullander, 2014 - Apistogramma ortmanni (Eigenmann, 1912) – pielęgniczka Ortmanna - Apistogramma panduro Römer, 1997 - Apistogramma pantalone Römer, Römer, Soares & Hahn, 2006 - Apistogramma paucisquamis Kullander & Staeck, 1988 - Apistogramma paulmuelleri Römer, Beninde, Duponchelle, Dávila, Díaz, & Renno, 2013 - Apistogramma payaminonis Kullander, 1986 - Apistogramma pedunculata Mesa S. & Lasso, 2011 - Apistogramma personata Kullander, 1980 - Apistogramma pertensis (Haseman, 1911) – pielęgniczka amazońska - Apistogramma piaroa Mesa S. & Lasso, 2011 - Apistogramma piauiensis Kullander, 1980 - Apistogramma playayacu Römer, Beninde & Hahn, 2011 - Apistogramma pleurotaenia (Regan, 1909) – pielęgniczka kratkowana - Apistogramma psammophila Staeck & Schindler, 2019 - Apistogramma pulchra Kullander, 1980 - Apistogramma regani Kullander, 1980 - Apistogramma resticulosa Kullander, 1980 - Apistogramma rositae Römer, Römer & Hahn, 2006 - Apistogramma rubrolineata Hein, Zarske & Zapata, 2002 - Apistogramma rupununi Fowler, 1914 - Apistogramma salpinction Kullander & Ferreira, 2005 - Apistogramma similis Staeck, 2003 - Apistogramma sororcula Staeck & Schindler, 2016 - Apistogramma staecki Koslowski, 1985 – pielęgniczka boliwijska - Apistogramma steindachneri (Regan, 1908) – pielęgniczka pięknopłetwa - Apistogramma taeniata (Günther, 1862) - Apistogramma trifasciata (Eigenmann & Kennedy, 1903) – pielęgniczka trójpręga - Apistogramma tucurui Staeck, 2003 - Apistogramma uaupesi Kullander, 1980 - Apistogramma urteagai Kullander, 1986 - Apistogramma velifera Staeck, 2003 - Apistogramma viejita Kullander, 1979 - Apistogramma wapisana Römer, Hahn & Conrad, 2006 - Apistogramma wolli Römer, Soares, Dávila, Duponchelle, Renno & Hahn, 2015 |

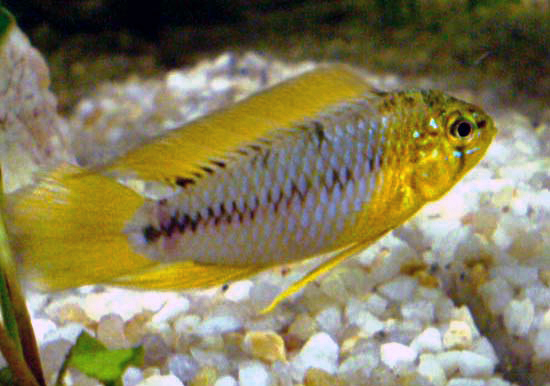
Apistogramma borellii
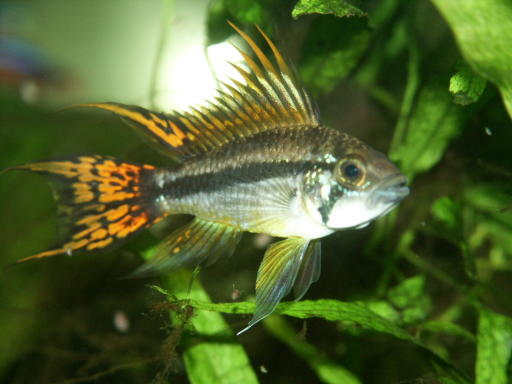
Apistogramma cacatuoides
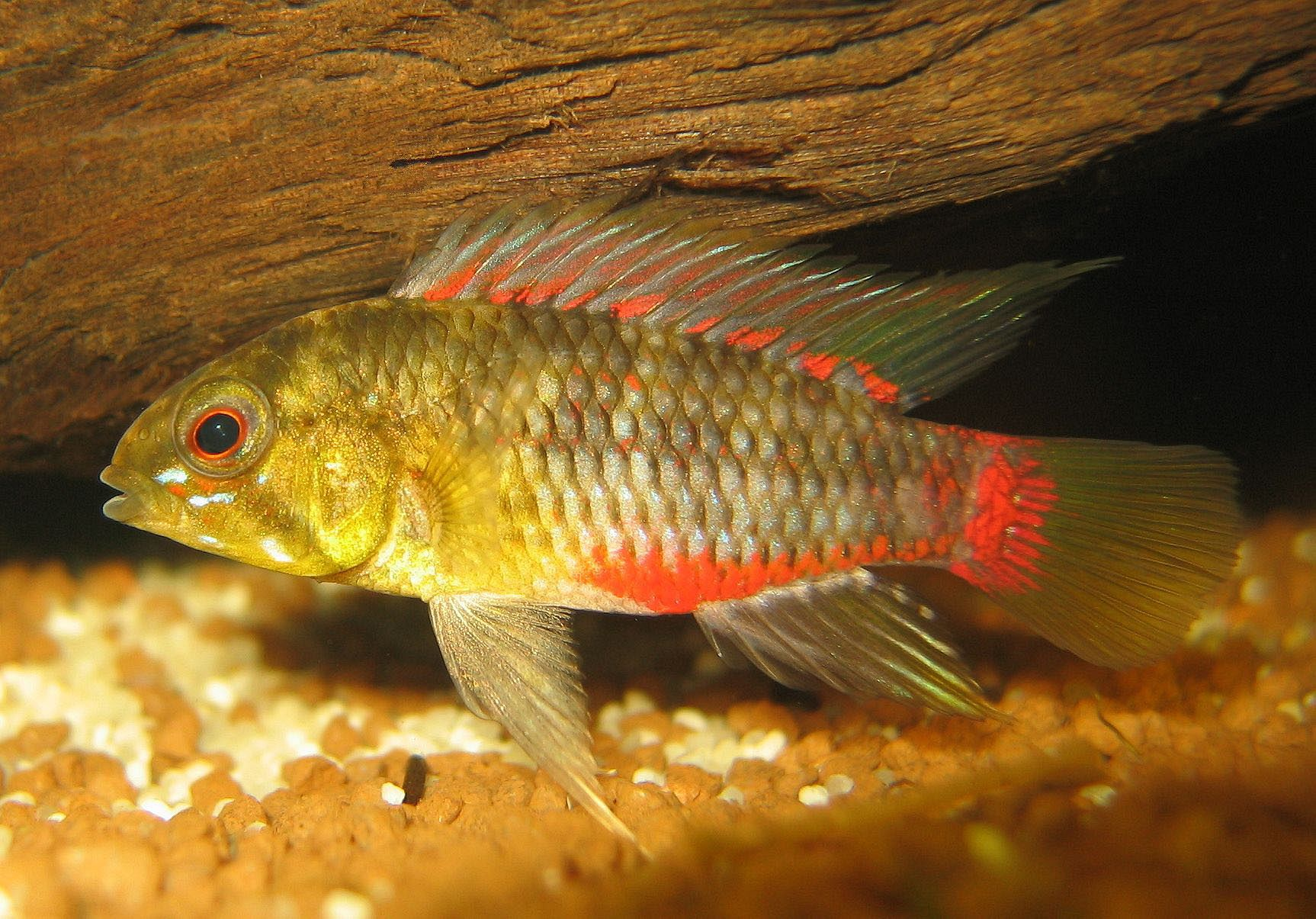
Apistogramma hongsloi
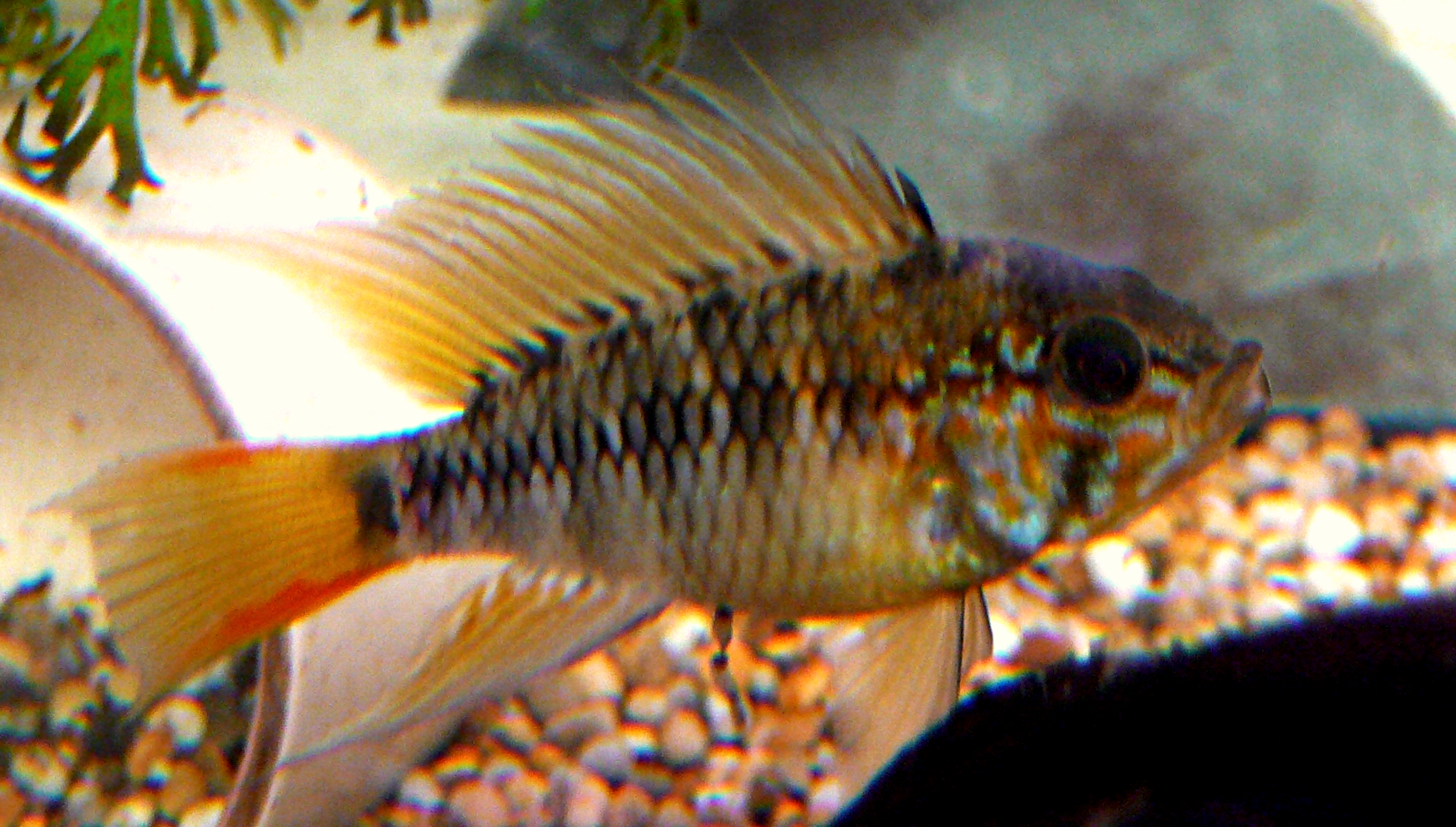
Apistogramma macmasteri
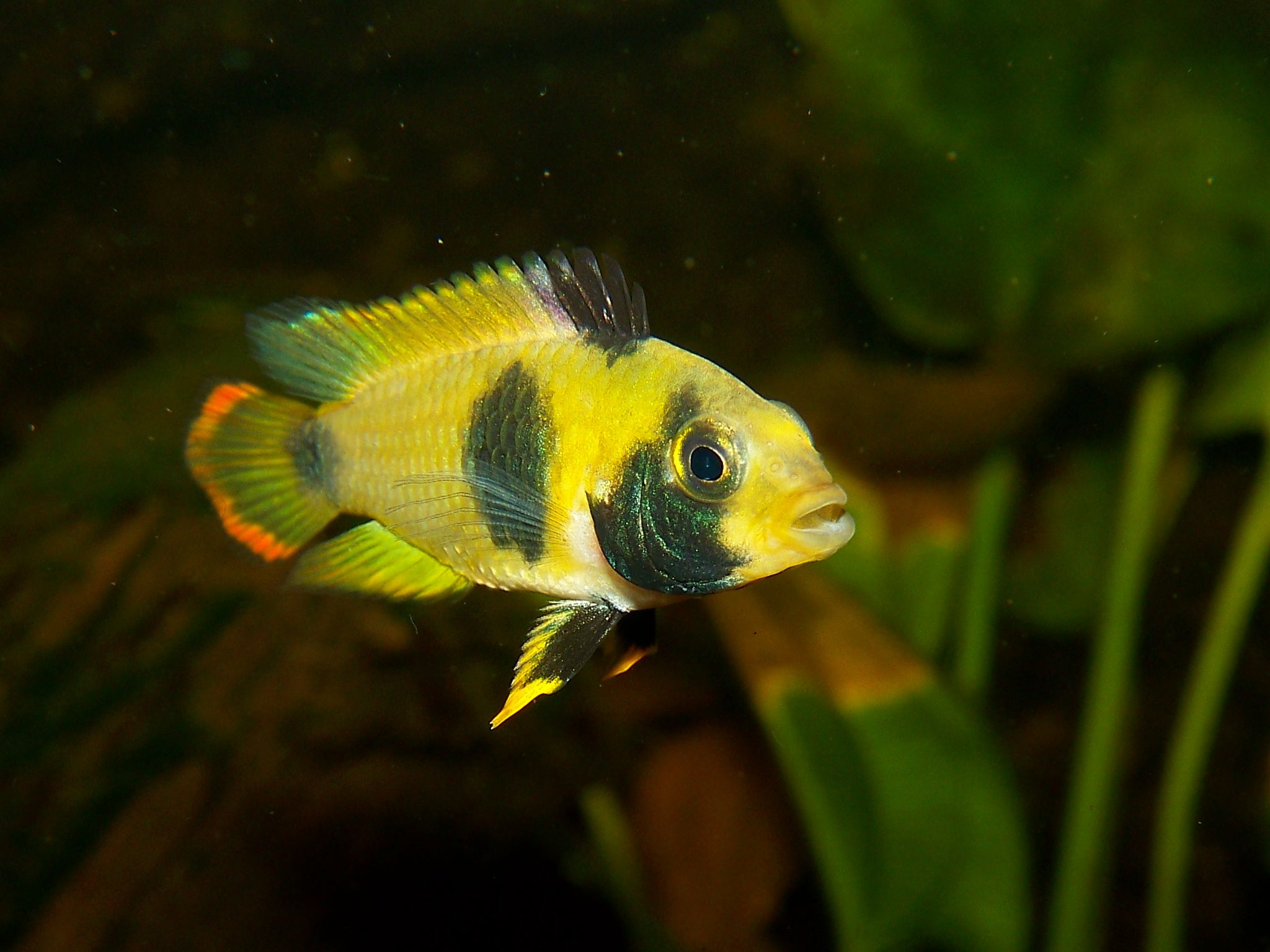
Apistogramma nijsseni
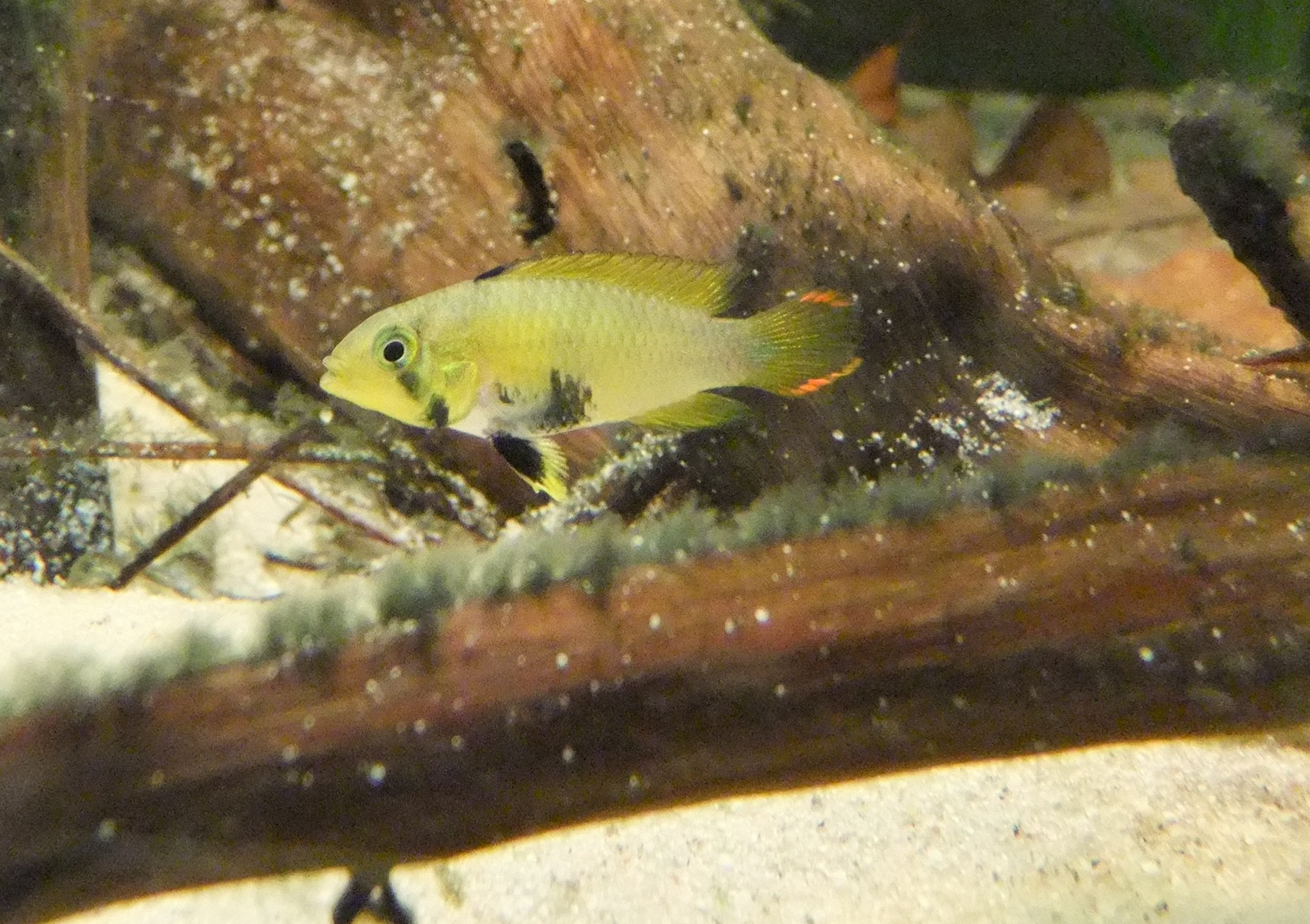
Apistogramma panduro
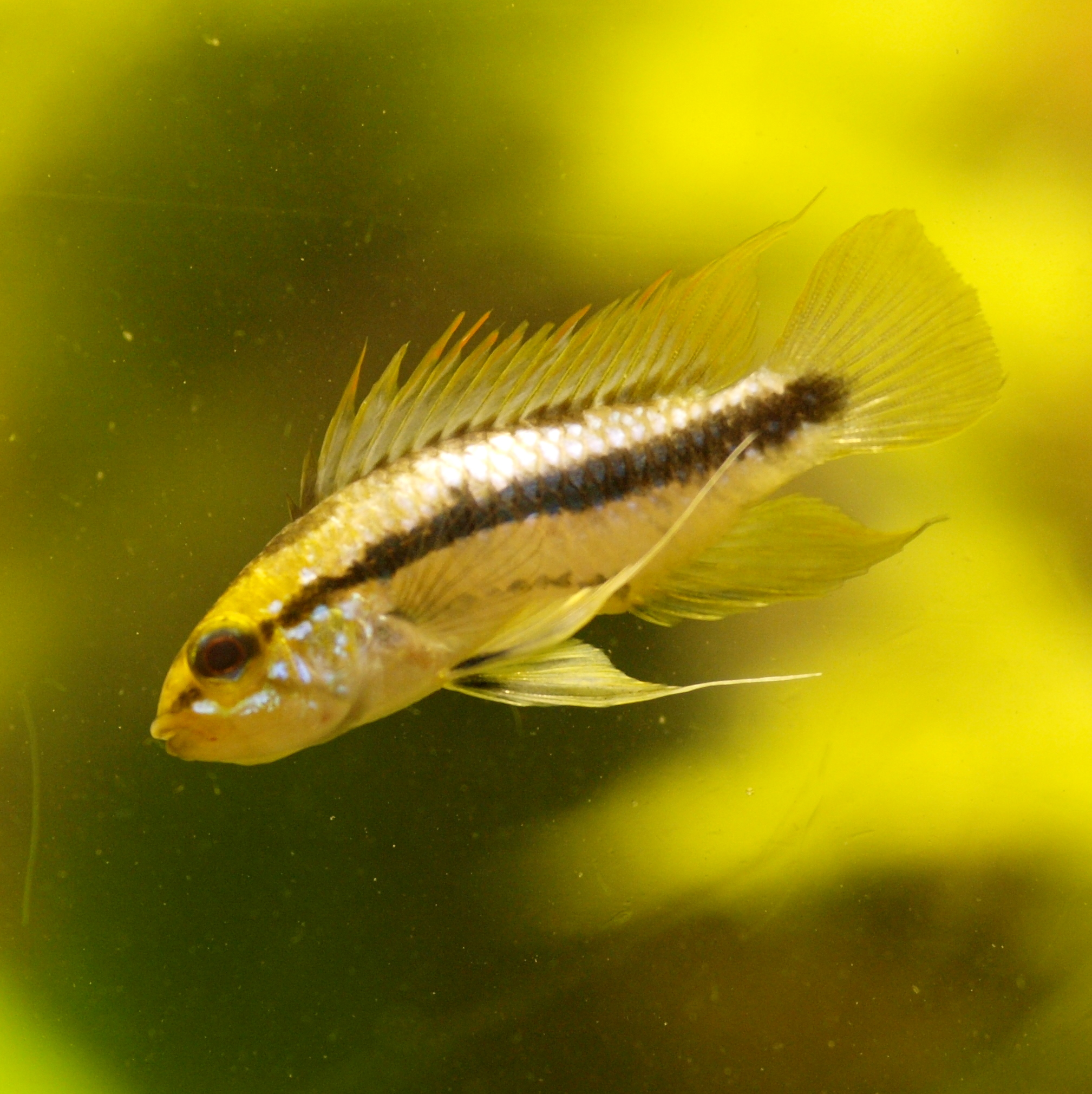
Apistogramma trifasciata